# 개풍군
개풍군(開豊郡)은 조선민주주의인민공화국에 속하는 군이었다. 한강 하구에 접해 있었다. 조선민주주의인민공화국은 구 개풍군 일대와 구 판문군이 각각  개성시의 개풍구역과 판문구역으로 복구되었다. 
폐지 직전의 개풍군의 관할 구역은 1945년 해방 당시의 개풍군에서 봉동면, 영남면, 영북면 및 중면의 동강·창내·천덕리(현 개성시에 편입)와 북면의 북부(현 금천군에 편입)를 제외한 지역이었다.

## 지리
동쪽으로는 개성시, 서쪽으로는 예성강을 경계로 황해남도 배천군, 북쪽으로는 황해북도 금천군, 남쪽으로는 한강과 임진강 하구를 경계로 대한민국의 경기도 파주시 김포시, 인천광역시 강화군과 접했다.

## 역사
1914년에 경기도 풍덕군(豊德郡)과 개성군이 합병해 경기도 개성군이 되었다. 한국전쟁 중 조선민주주의인민공화국이 개풍군 전 지역을 점령하였고, 1957년 6월부터 2003년 6월까지 도(道)급인 개성직할시에 속하였다.
- 삼국 시대 : 동비홀(冬比忽), 덕물현(德勿縣)이었다.
- 757년(경덕왕 16년) : 동비홀을 개성군(開城郡)으로, 덕물현을 덕수현(德水縣)으로 개칭하였다.
- 995년 : 개성부(開城府)로 승격하였다.
- 1018년 : 개성부가 해체되어 수도인 송악(松嶽)을 제외하고 강음현(江陰縣), 정주현(貞州縣), 덕수현이 되었다.
- 1108년 : 정주현이 승천부(昇天府)로 승격되었다가 1310년에 해풍군(海豊郡)으로 강등되었다.
- 1419년 : 해풍군과 덕수현을 합쳐 풍덕군(豊德郡)이 되었다.
- 1914년 4월 1일 : 풍덕군이 개성군(開城郡)에 합군하였다.[3]
- 1930년 : 송도면(松都面)이 개성부(開城府)로 승격하고, 개성군이 개풍군(開豊郡)으로 개칭되었다.
- 1945년 9월 2일 : 미국과 소련이 38선을 경계로 한반도를 분할 점령함으로써 개풍군의 약 70%가 미군정 관할이 되었고, 38선 이북인 영북면 전부와 북면·영남면의 대부분, 토성면의 일부는 소련군정 관할 아래 들어갔다.[2]
  - 11월 4일 : 미군정이 38선 이남의 영남면을 장단군 진서면에, 북면을 토성면에 편입하였다.[4] (14면 → 11면)
  - 11월 : 소련군정이 38선 이북의 개풍군(영남면·영북면·북면, 토성면은 영남면에 편입)과 장단군(대강면·강상면·대남면·소남면·장도면)을 합쳐 황해도 장풍군을 설치하였다.
- 1952년 12월 22일 : 한국전쟁 중 개풍군을 점령한 조선민주주의인민공화국이 황해도 개풍군과 판문군을 설치하였다.
- 1954년 10월 30일 : 황해북도에 편입.
- 1957년 6월 : 개성시에 편입.
- 2002년 11월 : 판문군이 폐지되면서 판문군 18개리 중 10개리(상도리, 대련리, 화곡리, 령정리, 신흥리, 월정리, 조강리, 림한리, 덕수리, 대룡리)가 개풍군에 편입되고, 개풍군의 해선리(解線里)가 개성시로 이관되었다.
- 2003년 6월 : 장풍군과 함께 황해북도로 편입되었다.
- 2005년 9월 : 개풍군이 폐지되고 개성시로 편입되었다.
- 2020년 : 개풍구역과 판문구역으로 분리되었다.

## 행정 구역
개풍군은 1읍 27리로 이루어져 있다.
- 개풍읍(開豊邑)

| - 고남리(古南里) - 광답리(廣沓里) - 광수리(光水里) - 남포리(南浦里) - 려현리(礪峴里) - 룡산리(龍山里) - 묵산리(墨山里) - 묵송리(墨松里) - 삼성리(三成里) - 신광리(新光里) - 신서리(新西里) - 신성리(新聖里) - 연강리(延江里) - 연릉리(煙陵里) - 오산리(五山里) - 풍덕리(豊德里) - 해평리(海坪里) 판문군 폐지로 편입된 10개리 - 대련리(大蓮里) - 대룡리(大龍里) - 덕수리(德水里) - 림한리(臨漢里) - 령정리(嶺井里) - 상도리(上道里) - 신흥리(新興里) - 월정리(月井里) - 조강리(祖江里) - 화곡리(禾谷里) |

## 같이 보기
- 개성특별시
- 개풍구역
- 판문구역